# P-800 Oniks
O P-800 Oniks (em russo:  П-800 Оникс; também chamado de Yakhont, em russo:  Яхонт; em português:  rubi ou safira; designação da OTAN: S-N-26 "Strobile") é um míssil de cruzeiro antinavio desenvolvido pela Rússia. É tido como um dos mais avançados do seu tipo.

## Operadores
- Rússia[3]
- Indonésia[4]
- Vietnã[5][6]
- Síria[7][8]